# ثيودور هول
ثيودور ألفين هول (بالإنجليزية: Theodore Hall)‏ (20 أكتوبر 1925 -1 نوفمبر 1999) كان فيزيائيًا أمريكيًا وجاسوسًا للاتحاد السوفيتي. كان يعمل في مشروع تطوير القنبلتين الذريتين الأولى والثانية خلال الحرب العالمية الثانية (مشروع مانهاتن)، قدم وصفًا مفصلًا لقنبلة البلوتونيوم الرجل البدين، والعديد من العمليات لتنقية البلوتونيوم، إلى الاستخبارات السوفيتية.
كان شقيقه، إدوارد هول، عالم صواريخ عمل على الصواريخ البالستية العابرة للقارات لحكومة الولايات المتحدة.

## السيرة الذاتية

### النشأة
ولد تحت اسم ثيودور ألفين هولتزبيرج في فار روكاواي، مدينة نيويورك لزوجين يهوديين متدينين، بارنيت هولتزبيرج وروز موسكوفيتش. كان والده تاجرا للفرو، وأثر الكساد الكبير على عمله بشكل كبير. عندما أصبحت أعمال والده غير قادرة على إعالة الأسرة، انتقلت العائلة إلى مرتفعات واشنطن في مانهاتن العليا.
حتى في سن مبكرة، أظهر ثيودور مهارة في الرياضيات والعلوم، تم تدريسها في الغالب من قبل شقيقه الأكبر إدوارد. بعد تخطيه لثلاث صفوف في المدرسة العامة في مرتفعات واشنطن، في خريف عام 1937، دخل هول مدرسة تاونسند هاريس الثانوية للأولاد الموهوبين. بعد التخرج من المدرسة الثانوية، في سن الرابعة عشرة، تم قبوله في كلية كوينز عام 1940، وانتقل إلى جامعة هارفارد في عام 1942، حيث تخرج منها في سن الثامنة عشرة عام 1944.

### من هولتزبيرج إلى هول
في خريف عام 1936، على الرغم من احتجاجات والديهم، قام إدوارد، شقيقه، بتغيير كل من اسمه واسم ثيودور الأخير إلى هول في محاولة لتجنب عدم توظيفهم من قبل الأشخاص المعادين للسامية بحسب ما ذكر.

### مشروع منهاتن
في سن التاسعة عشرة، ومن خلال توصية جون فان فليك، كانت هول من بين أصغر العلماء الذين تم تجنيدهم للعمل في مشروع مانهاتن في لوس ألاموس. في لوس ألاموس، عالج هول تجارب جهاز الانفجار الداخلي لقنبلة «الرجل البدين» وساعد في تحديد الكتلة الحرجة لليورانيوم لقنبلة «الولد الصغير».
ادعى ثيودور هول فيما بعد أنه أصبح قلقًا بشأن العواقب المترتبة لاحتكار الولايات المتحدة للأسلحة الذرية بعد الحرب. كان قلقًا بشكل خاص بشأن إمكانية ظهور حكومة فاشية في الولايات المتحدة.
أثناء إجازته في مدينة نيويورك في أكتوبر 1944، زار أحد مكاتب الحزب الشيوعي الأمريكي، بدلاً من القنصلية السوفيتية (حيث كان يخشى مراقبة مكتب التحقيقات الفيدرالي)، من أجل إيجاد جهة اتصال لتمرير معلومات حول مشروع مانهاتن إلى الاتحاد السوفيتي. بعد بضع توصيات، التقى بسيرجي كورناكوف، الكاتب العسكري السوفيتي اليوم وروسكي جولوس، وسلمه تقريرًا عن العلماء الذين عملوا في لوس ألاموس، والظروف في لوس ألاموس، والعلوم الأساسية لبناء القنابل الذرية.
سلم سافيل ساكس نفس التقرير إلى القنصلية السوفيتية بعد ذلك ببضعة أيام تحت ستار الاستفسار عن الأقارب الذين لا يزالون في الاتحاد السوفيتي. التقى الاثنان في نهاية المطاف مع أناتولي ياتسكوف، رئيس محطة نيويورك، الذي أرسل المعلومات لاحقًا إلى رؤسائه في الاتحاد السوفيتي. بعد أن أصبحوا رسميًا جواسيسًا للاتحاد السوفيتي، تم إعطاء هول الاسم الرمزي MLAD وتم إعطاء ساكس الاسم الرمزي «ستار».
من دون علم هول، كان كلاوس فوشس، زميل في لوس ألاموس، وآخرون لا يزالون مجهولين، يتجسسون لصالح الاتحاد السوفييتي. كان سافيل ساكس كساعي بريد هول حتى ربيع عام 1945 عندما تم استبداله بلونا كوهين.
ربما استخدم إيغور كورشاتوف، وهو عالم لامع ورئيس برنامج القنبلة الذرية السوفيتية، المعلومات التي قدمها كلاوس فوش لتأكيد المعلومات التي قدمها هول في وقت سابق. على الرغم من أن علماء آخرين قدموا معلومات إلى الاتحاد السوفيتي، إلا أن هول كان العالم الوحيد المعروف الذي أعطى تفاصيل عن تصميم قنبلة ذرية حتى تم الكشف عن دور الجاسوس أوسكار سيبورر.

## ما بعد برنامج منهاتن
في خريف عام 1946، غادر هول البرنامج إلى جامعة شيكاغو، حيث أنهى درجتي الماجستير والدكتوراه في الفيزياء، والتقى بزوجته، وبدأ بتكوين أسرة. وتابع بتزويد الاتحاد السوفياتي بالمعلومات حول جيل جديد من الأسلحة النووية التي يتم تطويرها في جامعة شيكاغو. بعد تخرجه أصبح عالما في الفيزياء الحيوية.
في شيكاغو، كان رائدًا في تقنيات مهمة في التحليل الدقيق للأشعة السينية. في عام 1952، غادر معهد جامعة شيكاغو للبيولوجيا الإشعاعية والفيزياء الحيوية لتولي منصب بحثي في الفيزياء الحيوية في ميموريال سلون كيترينج في مدينة نيويورك.
في عام 1962، أصبح غير راضٍ عن معداته والتقنيات المتاحة له. ثم انتقل إلى مختبر أبحاث الميكروسكوب الإلكتروني في جامعة فيرنون إليس كوسليت في جامعة كامبريدج في إنجلترا. وظل يعمل في كامبريدج حتى تقاعده عن عمر يناهز 59 عام 1984.

## تحقيقات الـFBI
قام الخبراء في مشروع فينونا بفك تشفير بعض الرسائل السوفيتية واكتشفوا بعض الأدلة حول هول، ولكن حتى نشرها علنًا في يوليو 1995، تم تقريبًا اتهام كلاوس فوكس بتسريب معلومات البرنامج إلى الاتحاد السوفيتي. تم استجواب هول من قبل مكتب التحقيقات الفيدرالي في مارس 1951 ولكن لم توجه إليه اتهامات. قرر آلان بيلمونت، الرجل الثالث في مكتب التحقيقات الفدرالي، أن المعلومات الصادرة عن مشروع فينونا لن تكون مقبولة في المحكمة كدليل على عمليات التجسس، وبالتالي فإن قيمتها في القضية لا تستحق المساومة على البرنامج.  

### التسعينات
تم نشر تفاصيل مشروع فينونا للعامة في عام 1995.
في بيان مكتوب نشر في عام 1997، اقترب هول جدًا من الاعتراف بأن الاتهامات الموجهة إليه كانت صحيحة، على الرغم من أنه من غير الواضح أنه قال في سنوات ما بعد الحرب مباشرة، إنه شعر بقوة أن «الاحتكار الأمريكي» للأسلحة النووية «خطير ويجب ألا يتم». للمساعدة في منع هذا الاحتكار، فكرت في لقاء قصير مع عميل سوفيتي، فقط لأبلغهم بوجود هذا المشروع. توقعت اتصال محدود للغاية. مع أي حظ، ربما تحولت بسهولة بهذه الطريقة، لكنها لم تكن كذلك.
وأضاف في مقابلة مع المسلسل التلفزيوني الحرب الباردة على سي إن إن عام 1998، قائلاً:
قررت أن أعطي الأسرار الذرية للروس لأنه بدا لي أنه من المهم ألا يكون هناك احتكار، الأمر الذي يمكن أن يحول أمة واحدة إلى خطر ويخفف عن العالم كما تطورت... ألمانيا النازية. يبدو أن هناك إجابة واحدة فقط على ما يجب القيام به. الشيء الصحيح الذي يجب فعله هو التصرف لكسر الاحتكار الأمريكي.

## الوفاة
في 1 نوفمبر 1999، توفي تيودور هول عن عمر يناهز 74 عامًا، في كامبريدج، إنجلترا. على الرغم من أنه كان يعاني من مرض باركنسون، إلا أنه استسلم في نهاية المطاف لسرطان الكلى.